# Pulicat-See
Der Pulicat-See (Telugu: Pulicat Sarassu పులికాట్ సరస్సు, Tamil: Pazhaverkadu Eri பழவேற்காடு ஏரி) ist die zweitgrößte  Brackwasser-Lagune (nach dem Chilika-See in Odisha) in Indien. Er überspannt die Grenze zwischen den indischen Bundesstaaten Andhra Pradesh and Tamil Nadu an der Koromandelküste in Südindien. Er wird durch die Insel Sriharikota nahezu vollständig vom Golf von Bengalen abgetrennt, ist aber noch mit dem Meer verbunden. Der See beherbergt eine einmalige Fauna. Der Pulicat-See trägt seinen Namen nach dem an seinem Südende gelegenen Ort Pulicat (Pazhaverkadu), der von 1609 bis 1825 eine niederländische Kolonie war. Auf der Insel Sriharikota befindet sich das Satish Dhawan Space Centre.

## Fauna
Das Pulicat-See-Vogelschutzgebiet (Pulicat Lake Bird Sanctuary) ist ein Vogelschutzgebiet rund um die Lagune. Zwischen März und Oktober eines jeden Jahres ist das Gebiet von tausenden Vögeln besiedelt. Unter den zahlreichen Vogelarten stechen besonders die Flamingos mit ihrem rosafarbenen Federkleid hervor.

## Umweltgefährdung
Seit 2018 befindet sich der Hafen von Kattupalli an der Küste zum Golf von Bengalen im Besitz des Unternehmens Adani Ports. Kurz nach Übernahme des Hafens veröffentlichte Adani Ports Pläne zum Ausbau des Hafens auf das 18-fache seiner bisherigen Fläche unter Einbeziehung größerer Flächen an der Küste. Die Güterumschlagskapazität des Hafens sollte dadurch stark gesteigert werden. Gegen diese Pläne regte sich massiver Widerstand aus den zahlreichen Fischerdörfern an der Küste um Kattupalli. Es wurden Befürchtungen geäußert, dass die Fischereierträge sinken würden, und dass eine zunehmende Küstenerosion möglicherweise zur Schaffung einer direkten Verbindung zwischen Lagune und offenem Meer und damit zur Zerstörung des Pulicat-Sees führen würde.